# Golem Radobil
Golem Radobil (makedonska: Голем Радобил) är en ort i Nordmakedonien. Den ligger i kommunen Prilep, i den centrala delen av landet, 80 kilometer söder om huvudstaden Skopje. Golem Radobil ligger 668 meter över havet och antalet invånare är 196.